# Vienna
"Vienna" é uma canção do músico americano Billy Joel, lançada no álbum The Stranger (1977). Apesar de seu lançamento inicial como lado B, a popularidade da música cresceu consideravelmente nas décadas após seu lançamento. Em 2022 foi uma das músicas de Joel mais transmitidas no Spotify.

## Certificados
| Estados Unidos (RIAA)                          | Platina | 1 000 000‡ |
| Reino Unido (BPI)                              | Prata   | 200 000‡   |
| ‡Certificação com base nas vendas + streaming. |         |            |